# Eisenbahnunfall von Almonte

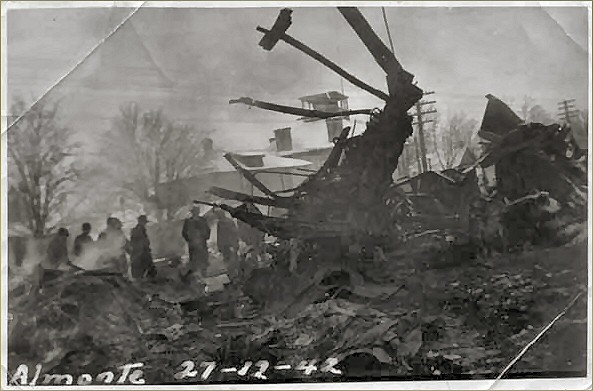
Unfallstelle

Der Eisenbahnunfall von Almonte war ein Auffahrunfall zweier Züge am 27. Dezember 1942 im Bahnhof von Almonte, Ontario, Kanada. Zu dem Unfall, bei dem 36 Menschen starben, kam es, weil das Personal beider Züge Fehler beging.

## Ausgangslage
Bedingt durch den Zweiten Weltkrieg war das Verkehrsaufkommen auf den kanadischen Eisenbahnen erheblich gewachsen und wurde in diesen Tagen durch den Weihnachtsverkehr weiter erhöht. Ein voranfahrender Personenzug war von Chalk River nach Ottawa unterwegs und hatte Verspätung. Ihm folgte ein Truppentransportzug, für den eine geringere Geschwindigkeit vorgeschrieben war als für den vorausfahrenden Zug nach Ottawa. Um ausreichend Abstand zum voranfahrenden Zug zu wahren, war der Truppentransportzug in einem zurückliegenden Bahnhof sogar vorübergehend angehalten worden. Es war nebelig und regnete.

## Unfallhergang
Als der Personenzug in Almonte hielt, kam er so zum Stehen, dass seine letzten Wagen noch etwa 60 Meter außerhalb der Einfahrtsweiche des Bahnhofs standen. Gleichwohl versäumte das Personal dieses Zuges, ihn nach hinten vorschriftsmäßig zu sichern. Als er für die Ausfahrt aus dem Bahnhof das Signal „Fahrt frei“ erhielt, setzte er sich in Bewegung.
Der Truppentransportzug war mittlerweile auch wieder auf der Strecke unterwegs. Er war viel schneller gefahren, als vorgesehen. Als er sich dem Bahnhof Almonte näherte, bremste der Lokführer zunächst, meinte dann aber das Signal „Fahrt frei“ zu erkennen. Was er gesehen hatte, war allerdings das Ausfahrsignal für den Personenzug. Der Lokführer des Truppentransportzugs löste die Bremsen und versuchte, wieder mehr Geschwindigkeit aufzunehmen, als er in das Ende des gerade anfahrenden Personenzugs hinein fuhr.

## Folgen
36 Menschen starben, mehr als 200 wurden verletzt.

## Weitere Eisenbahnunfälle in Kanada
siehe Liste von Eisenbahnunfällen in Kanada